# غلام مصطفی
غلام مصطفی یا بنده خدا (انگلیسی: Ghulam-E-Mustafa) یک فیلم در ژانر درام و اکشن به کارگردانی پارتو گوش است که در سال ۱۹۹۷ منتشر شد.

## بازیگران
- نانا پاتیکار در نقش Ghulam-E-Mustafa
- راوینا تاندون در نقش Kavita
- پارش راوال در نقش Shanta Prasad/Abba
- آریونا ایرانی در نقش Bhagya Laxmi (Mrs. Dixit)
- شیواجی ساتام در نقش Dayanand Dixit
- Swapnil Joshi در نقش Vikram Dixit
- Keerthi Chawla در نقش Vidya Dixit
- موهنیش باهل در نقش Bipin Verma
- Mohan Joshi در نقش Mahesh (Club Owner)
- Sulabha Deshpande در نقش Kavita's Mother (uncredited)
- Vishwajeet Pradhan در نقش Rohan (Mahesh's Brother)
- Imtiyaz Husain در نقش Minister Imtiyaz
- Ashwin Kaushal در نقش Ashwini Kaushal (Mahesh's Son)
- Ravi Behl در نقش Arun
- Dev Malhotra
- Asha Sharma در نقش Arun's mother
- Brijesh Tiwari
- Jayant Sawarkar
- Muzafar shah
- تیکو تالسانیا در نقش Qawwali singer
- ساتیش شاه در نقش Qawwali singer